# Carrie Rodriguez

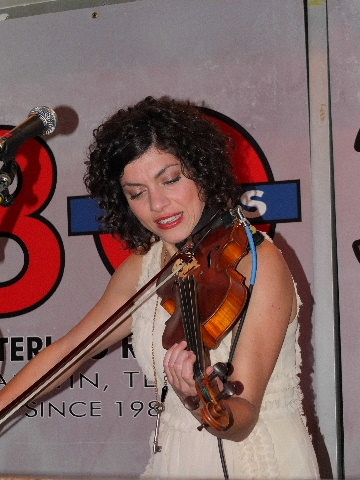
Carrie Rodriguez in Austin, Texas (2013)

Carrie Luz Rodriguez (* 1978) ist eine mexikanisch-US-amerikanische Singer-Songwriterin und die Tochter des texanischen Singer-Songwriters David Rodriguez. Sie singt und spielt Fiddle, elektrische Mandoline und vierseitige Tenorgitarre. 2001 hörte Chip Taylor sie, als sie beim South by Southwest Musikfestival in Austin (Texas) auftrat und lud sie ein, mit ihm in Europa auf Tour zu gehen. 2002 brachten sie zusammen das Album Let's Leave This Town heraus und haben seitdem eine Reihe weiterer Alben miteinander aufgenommen.
Ihr erstes Soloalbum, Seven Angels on a Bicycle, brachte Carrie Rodriguez am 15. August 2006 heraus. Das zweite Album, She Ain't Me, folgte am 5. August 2008. Über ihre Website vertreibt sie das Album Carrie Rodriguez Live in Louisville 2009, auf dem sie im Vorprogramm von Lucinda Williams zu hören ist.

## Diskographie

### Alben mit Chip Taylor
- Let’s Leave This Town (2002) Train Wreck Records
- The Trouble with Humans (2003) Train Wreck
- Angel of the Morning (7 track live EP) (2004) Train Wreck
- Red Dog Tracks (2005) Back Porch/Train Wreck
- Live from the Ruhr Triennale (2007) Train Wreck
- The New Bye & Bye (2010) Train Wreck

### Soloalben
- Seven Angels on a Bicycle (2006) Back Porch/Train Wreck
- She Ain’t Me (2008) Manhattan/Back Porch
- Carrie Rodriguez Live in Louisville (2009) Luz Music Ltd.
- Love and Circumstance (2010)
- Give Me All You Got (2013)
- Lola (2016)

### Weitere Auftritte
- River Through The Sun – Philip Rodriguez (Jaguar Night/Recovery Recordings, 1998), Violinbegleitung durch das ganze Album
- 107.1 KGSR Radio Austin – Broadcasts Vol.10 (2002) – Sweet Tequila Blues (mit Chip Taylor)
- One Eye auf dem Audrey Auld Mezera Album Texas (2005), Fiddle und Gesang
- Unglorious Hallelujah/Red Red Rose & Other Songs of Love, Pain & Destruction (2006), Begleitgesang
- Cortez the Killer von Neil Young mit Tim Easton auf dem Album Like a Hurricane: A Tribute to Neil Young (2007)